# Saint-Martin-de-Mieux
Saint-Martin-de-Mieux es una comuna francesa situada en el departamento de Calvados, en la región de Normandía.

## Demografía
| 218 | 225 | 238 | 297 | 379 | 356 | 385 |
| Para los censos de 1962 a 1999 la población legal corresponde a la población sin duplicidades (Fuente: INSEE [Consultar]) |     |     |     |     |     |     |